# União Pioneira da Integração Social
A União Pioneira de Integração Social (UPIS) é uma instituição de ensino superior privada brasileira, com sede em Brasília, no Distrito Federal.
Fundada em 5 de dezembro de 1971, é uma das mais tradicionais instituições de ensino superior do DF. a Instituição oferece 16 cursos de graduação em diversas áreas de conhecimento: Administração, Agronomia, Ciências Contábeis, Ciências Econômicas, Direito, Enfermagem, Farmácia, Fotografia, Geografia, Tecnologia em Comunicação Institucional, História, Medicina Veterinária, Secretariado Executivo, Sistemas de Informação, Turismo e Zootecnia. 
Todos com certificação internacional de qualidade - ISO 9001.

## Esporte
A UPIS é a faculdade que mais investe em esporte no Distrito Federal. Os atletas contam com o apoio da Instituição nas mais diversas modalidades, proporcionando aos atletas condições de treinamento com suporte de equipe especializada, que conta com técnicos e preparadores físicos. Para receber o apoio da Faculdade, o aluno/atleta deve obter bom desempenho acadêmico.
A corredora brasiliense Lucélia Peres, que hoje é destaque no esporte nacional, foi aluna da UPIS e já despontava em eventos como os Jogos Universitários Sul-americanos de 2004, onde ganhou ouro nas corridas de 5000 e 10000 metros.

## Ligações Externas
- Site oficial